# Indieraligus michelii
Indieraligus michelii är en skalbaggsart som beskrevs av Roger Paul Dechambre 1979. Indieraligus michelii ingår i släktet Indieraligus och familjen Dynastidae. Inga underarter finns listade i Catalogue of Life.